# Öster-Sotsjön
Öster-Sotsjön är en sjö i Ånge kommun i Medelpad och ingår i Ljungans huvudavrinningsområde. Sjön har en area på 0,694 kvadratkilometer och ligger 329,1 meter över havet. Sjön avvattnas av vattendraget Sotån.

## Delavrinningsområde
Öster-Sotsjön ingår i det delavrinningsområde (690886-147214) som SMHI kallar för Utloppet av Öster-Sotsjön. Medelhöjden är 377 meter över havet och ytan är 18,55 kvadratkilometer. Det finns inga avrinningsområden uppströms utan avrinningsområdet är högsta punkten. Sotån som avvattnar avrinningsområdet har biflödesordning 2, vilket innebär att vattnet flödar genom totalt 2 vattendrag innan det når havet efter 168 kilometer. Avrinningsområdet består mestadels av skog (75 procent) och sankmarker (14 procent). Avrinningsområdet har 0,99 kvadratkilometer vattenytor vilket ger det en sjöprocent på 5,3 procent.